# داستان غم‌انگیز عشق
داستان غم‌انگیز عشق (انگلیسی: Sad Love Story؛‏ کره‌ای: 슬픈연가) یک مجموعه تلویزیونی محصول کره جنوبی سال ۲۰۰۵ با بازی کوان سانگ وو، کیم هی سون و یون جونگ هون است. این مجموعه از ۵ ژانویه تا ۱۷ مارس ۲۰۰۵، روزهای چهارشنبه و پنجشنبه ساعت ۲۱:۵۵ (کی‌اس‌تی) از ام‌بی‌سی پخش شد.